# Stamford (Connecticut)
Stamford és una ciutat dels Estats Units a l'estat de Connecticut. Segons el cens del 2007 tenia 118.475 habitants.

## Demografia
Segons el cens del 2000, Stamford tenia 120.045 habitants, 45.399 habitatges, i 28.964 famílies. La densitat de població era de 1.197,5 habitants/km².
Dels 45.399 habitatges en un 28,7% hi vivien nens de menys de 18 anys, en un 48,5% hi vivien parelles casades, en un 11,5% dones solteres, i en un 36,2% no eren unitats familiars. En el 28,7% dels habitatges hi vivien persones soles el 9,8% de les quals corresponia a persones de 65 anys o més que vivien soles. El nombre mitjà de persones vivint en cada habitatge era de 2,54 i el nombre mitjà de persones que vivien en cada família era de 3,13.
Per edats la població es repartia de la següent manera: un 0% tenia menys de 18 anys, un 0% entre 18 i 24, un 0% entre 25 i 44, un 0% de 45 a 60 i un 21,7% 65 anys o més.
L'edat mediana era de 36 anys. Per cada 100 dones de 18 o més anys hi havia 90,9 homes.
La renda mediana per habitatge era de 60.556 $ i la renda mediana per família de 69.337 $. Els homes tenien una renda mediana de 48.386 $ mentre que les dones 36.958 $. La renda per capita de la població era de 34.987 $. Aproximadament el 5,4% de les famílies i el 7,9% de la població estaven per davall del llindar de pobresa.

## Poblacions més properes
El següent diagrama mostra les poblacions més properes.